# EPIC 249893012 d
EPIC 249893012 dとは、地球から約1057光年離れた恒星EPIC 249893012の周りを公転する太陽系外惑星である。

## 概要
この惑星は、2020年に発見されたばかりの惑星で、ホット・ネプチューンと推定されている。公転周期は15.6日で、質量は地球の14.67倍、半径は地球の3.67倍。
EPIC 249893012系にはこの惑星のほかにもb、cの合計3つの惑星が発見されている。EPIC 249893012はスペクトル分類がG8型の恒星。